# Colchester (ancienne circonscription fédérale)
Pour les articles homonymes, voir Colchester (homonymie).
Colchester fut une circonscription électorale fédérale de Nouvelle-Écosse. La circonscription fut représentée de 1867 à 1935.
La circonscription a été créée lorsque l'Acte de l'Amérique du Nord britannique créa ce qui fut appelée la circonscription de Colchester. Abolie en 1933, la circonscription fut fusionnée à celle de Colchester—Hants.

## Députés
1. 1867-1869 — Archibald Woodbury McLelan, Parti anti-confédération
2. 1869¹-1870 — Adams George Archibald, Libéral-conservateur
3. 1870¹-1874 — Frederick M. Pearson, Libéral
4. 1874-1881 — Thomas McKay, Libéral-Conservateur
5. 1881¹-1888 — Archibald Woodbury McLelan, Conservateur (2)
6. 1888¹-1891 — Adams George Archibald, Libéral-conservateur (2)
7. 1891-1896 — William Albert Patterson, Conservateur
8. 1897¹-1900 — Firman McClure, Libéral
9. 1900-1904 — Seymour E. Gourley, Conservateur
10. 1904-1907 — Frederick Andrew Lawrence, Libéral
11. 1907¹-1917 — John Stanfield, Conservateur
12. 1917-1921 — Fleming Blanchard McCurdy, Unioniste
13. 1921-1925 — Harold Putnam, Libéral
14. 1925-1930 — George T. Macnutt, Conservateur
15. 1930-1935 — Martin Luther Urquhart, Libéral

- ¹ = Élections partielles